# Suchdol (Olomouc)
Suchdol é uma comuna checa localizada na região de Olomouc, distrito de Prostějov.